# Niall Horan
Niall James Horan (Mullingar, Irlanda; 13 de septiembre de 1993) es un cantante y compositor irlandés. Participó en el programa The X Factor como miembro de One Direction y quedó en tercer lugar. A pesar de esto, Simon Cowell pagó un contrato para que la agrupación firmara con el sello Syco. La banda publicó los álbumes Up All Night (2011), Take Me Home (2012), Midnight Memories (2013), Four (2014) y Made in the A.M. (2015), los cuales alcanzaron la primera posición en las listas de los más vendidos en numerosos países, entre estos los Estados Unidos y el Reino Unido, además de registrar altas ventas.
Luego de que One Direction anunciara un descanso indefinido, Horan se lanzó como solista con su álbum debut Flicker (2017), que alcanzó el número 1 en el Billboard 200 de los Estados Unidos e incluyó los sencillos «This Town», «Slow Hands» y «Too Much to Ask», que ingresaron al top 10 en varios países. Posteriormente, publicó su segundo álbum Heartbreak Weather (2020), que llegó a la primera posición en su natal Irlanda y en el Reino Unido. Del disco se lanzó como sencillo «Nice to Meet Ya», que ingresó al top 20 en varios países.

## Biografía y carrera musical

### 1993-2010: primeros años y audición enThe X Factor
Niall Horan nació el 13 de septiembre de 1993 en la ciudad de Mullingar, Irlanda, bajo el nombre de Niall James Horan. Sus padres, Bobby Horan y Maura Gallagher, se divorciaron cuando tenía solo cinco años, por lo que él y su hermano Greg Horan tuvieron que vivir en la casa de ambos durante un tiempo. Luego, decidieron mudarse definitivamente con su padre. En su infancia, estudió en la escuela primaria St Kenny National School, y en su adolescencia en la escuela católica Coláiste Mhuire, ambas ubicadas en Mullingar. Niall comenzó a tocar la guitarra luego de que su familia le regalase una en Navidad, y según él, es el mejor regalo que ha recibido. Su tía descubrió su talento un día que se encontraba con Niall en un coche y este comenzó a cantar, ella pensó que la radio estaba encendida, pero al darse cuenta de que era la voz de su sobrino, notó las gran capacidad vocal de Niall.
A principios de 2010, participó en el concurso Academy 2 con la canción «Baby» de Justin Bieber. Luego, audicionó en el casting de The X Factor realizado en la ciudad de Dublín con la canción «So Sick» de Ne-Yo. Respecto a la audición, Simon Cowell le dijo que: «No eres tan bueno como creía que eras, pero aun así me gustas». Además, Katy Perry votó a favor de que el cantante avanzara a la siguiente etapa, siendo este el voto decisivo para que entrara.

### 2010-2015: One Direction

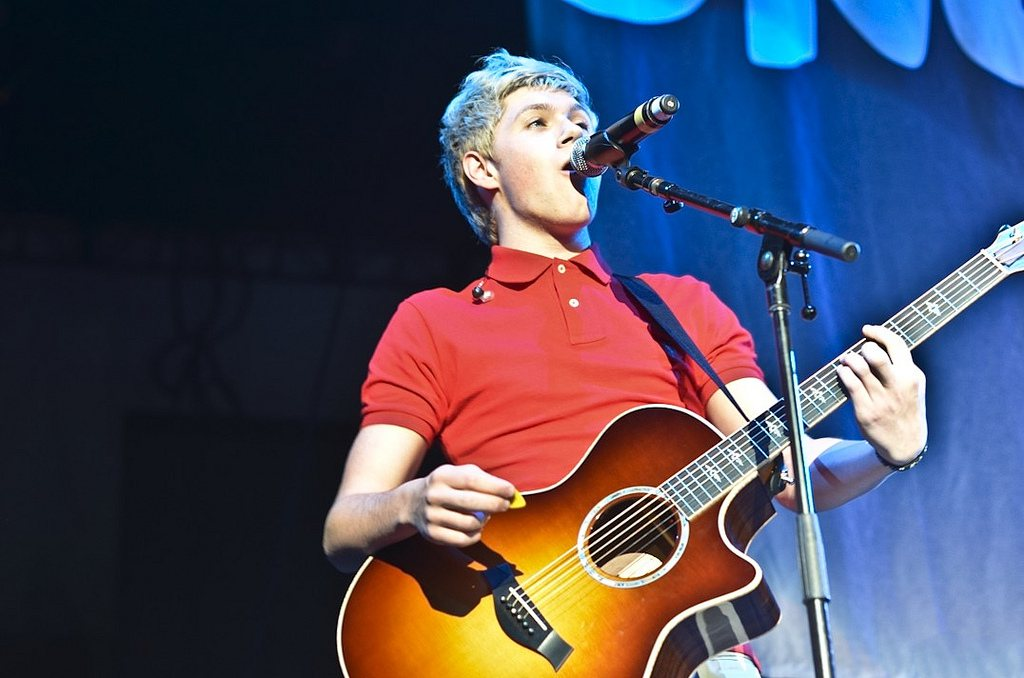
Niall Horan tocando su guitarra en el Up All Night Tour en Boston.

Tras audicionar para The X Factor, la jueza Nicole Scherzinger sugirió que Niall formase parte de un grupo llamado One Direction junto con Harry Styles, Zayn Malik, Liam Payne y Louis Tomlinson. La creación del grupo se hizo realidad y los cinco fueron apadrinados por Simon Cowell. Durante la competición, la banda interpretó distintos temas como «My Life Would Suck Without You» de Kelly Clarkson y «Total Eclipse of the Heart» de Bonnie Tyler, lo que los convirtió en uno de los favoritos para ganar el concurso. Sin embargo, quedaron en el tercer lugar, detrás de Rebecca Ferguson y el ganador Matt Cardle. A pesar de no haber ganado, Cowell pagó un contrato de dos millones de libras para que One Direction firmara con el sello discográfico Syco.
En 2011, lanzaron su primer álbum de estudio, Up All Night. Este debutó en el número uno del Billboard 200, lo que convirtió a One Direction en el primer grupo británico que hace debutar su primer álbum de estudio en el número uno. Su primer sencillo, «What Makes You Beautiful», alcanzó el número uno en Irlanda, México y el Reino Unido. Los sencillos posteriores, «Gotta Be You», «One Thing» y «More than This», contaron con un éxito moderado, siendo exitosos en algunos países, pero fracasos en otros. Para promocionar el disco, se embarcaron en el Up All Night Tour y sacaron un DVD de la gira, llamado Up All Night: The Live Tour.
En noviembre de 2012, lanzaron su segundo álbum, Take Me Home. Este contó con una recepción mejor a la de Up All Night, ya que llegó al número uno en el Reino Unido, siendo el primer disco del quinteto que lo logra. También alcanzó el primer puesto en Australia, Canadá, los Estados Unidos, Irlanda y Nueva Zelanda. Los dos primeros sencillos de este disco, «Live While We're Young» y «Little Things», tuvieron una buena recepción. El primero, alcanzó el primer puesto en Irlanda y Nueva Zelanda, mientras que el segundo llegó al primer puesto en el Reino Unido. El tercer y último sencillo, «Kiss You», fracasó en ventas en la mayoría de los países y no logró posiciones destacadas en comparación con los dos lanzamientos previos de One Direction. Por otra parte, juntos iniciaron su segunda gira Take Me Home Tour, que recorre cuatro continentes de todo el mundo y además parte de ella será grabada para su primera película documental dirigida por Morgan Spurlock, llamado This is Us.
En otras actividades, realizaron una mezcla de «One Way or Another» de Blondie y «Teenage Kicks» de The Undertones llamada «One Way or Another (Teenage Kicks)», con el fin de ayudar a recaudar fondos para la organización Comic Relief.
El tercer álbum de estudio de la banda Midnight Memories se lanzó el 25 de noviembre de 2013. Fue el álbum más vendido en todo el mundo en 2013 con 4 millones de copias vendidas en todo el mundo. «Best Song Ever», el sencillo principal del álbum se convirtió en la canción más exitosa de One Direction en Estados Unidos. Tras el lanzamiento del álbum, el grupo se embarcó en la gira Where We Are. La banda promedió 49.848 fanáticos por espectáculo, siendo las entradas agotadas al minuto de iniciarse la venta de entradas.  La gira recaudó más de $ 290 millones y fue la gira de mayor recaudación de 2014.
En noviembre de 2014, One Direction lanzó su cuarto álbum Four que incluiría los sencillos «Steal My Girl» y «Night Changes», ambas canciones alcanzaron la certificación de platino en Estados Unidos. En febrero de 2015, la banda se embarcó en la gira On The Road Again, tocando en Australia, Asia, África, Europa y América del Norte. Se vendieron más de 2.3 millones de entradas con un bruto de $ 208 millones. En noviembre de 2015, se lanzó su quinto álbum Made in the AM, liderado por los sencillos «Drag Me Down» y «Perfect». Tras el lanzamiento del álbum, el grupo pasó a una pausa indefinida.

### 2016-2018: Lanzamiento como solista yFlicker
En febrero de 2016, lanzó Modest Golf, una compañía de gestión de golf que Horan fundó junto con Mark McDonnell e Ian Watts. En septiembre de 2016, se anunció que Horan había firmado un contrato como solista con Capitol Records. El 29 de septiembre de 2016, Horan lanzó su primer sencillo en solitario «This Town». Alcanzó el número nueve en la lista de sencillos del Reino Unido y el número veinte en el Billboard Hot 100 de Estados Unidos. El 4 de mayo de 2017, lanzó su segundo sencillo «Slow Hands», pista que también entró en el top diez en el Reino Unido y el top veinte en los Estados Unidos.
En una entrevista con Entertainment Weekly , Horan declaró que su álbum debut Flicker, está inspirado en el rock clásico de Fleetwood Mac y The Eagles, también describió que las canciones tendría tonos como folk con pop. Para la promoción del álbum se embarcó en una gira mundial Flicker Sessions 2017 , que comenzó en agosto de 2017. En agosto del mismo año, presentó una canción titulada «On My Own» en el Teatro Olympia de Dublín. El 15 de septiembre de 2017, lanzó su tercer sencillo del álbum, «Too Much to Ask».
Flicker se lanzó oficialmente el 20 de octubre de 2017 y debutó en el primer lugar del Billboard 200. También alcanzó el número uno en Irlanda y los Países Bajos. El 8 de noviembre de 2017, actuó junto a Maren Morris en la edición 51 de los Premios de la Asociación de Música Country. En 2018, se embarcó en una nueva gira Flicker World Tour para la promoción del material.

### 2019-presente:Heartbreak Weather
Horan estuvo trabajando en su próximo segundo álbum de estudio con Greg Kurstin. En junio de 2019, Horan comentó a sus fanáticos que escucharían nueva música de él para fin de año. A principios de septiembre, publicó en línea que estaba «escuchando canciones de mi nuevo disco y estoy muy emocionado de comenzar». El sencillo principal del próximo álbum, «Nice to Meet Ya», se lanzó el 4 de octubre de 2019. Horan coescribió la canción junto a Ruth-Anne Cunningham. El vídeo musical se estrenó el 3 de octubre de 2019. Fue dirigido por The Young Astronauts y filmado en Londres. En él, se ve a Niall dando diferentes pistas a sus seguidores, en relación las siguientes canciones que contendrá su próximo álbum de estudio. Al final del vídeo se dejó un número de teléfono con el mensaje «En este vídeo están ocultos cuatro nombre de canciones del álbum». El 30 de octubre, anunció que se embarcaría en la gira Nice To Meet Ya Tour en 2020.
El 7 de febrero de 2020, estrenó el tercer sencillo de su segundo álbum de estudio «No Judgment», y anunció que Heartbreak Weather se lanzaría el 13 de marzo del mismo año. En un comunicado de prensa, Horan comentó que en su próximo trabajo quería «contar la historia que estaba en su cabeza, y guiar a la gente por el camino de la narración de historias» [...] «Quería escribir canciones de diferentes lados o de alguien más mirando».

## Influencias y vida personal
En una entrevista con Digital Spy, Niall citó a Michael Bublé como una de sus principales influencias porque la historia de ambos es similar, ya que Niall fue descubierto por su tía que lo escuchó cantar en un coche y pensó que era la radio, lo mismo ocurrió con Michael Bublé, excepto que a él lo descubrió su padre. En su audición para The X Factor, comentó que le gustaría ser «un gran nombre», como Beyoncé o Justin Bieber. A mediados de agosto de 2012, comenzaron a circular rumores de que Niall estaba teniendo una relación amorosa con la cantante Demi Lovato. De acuerdo con ella, nunca tuvieron una cita sino hasta septiembre con motivo de los MTV Video Music Awards y que todo fue más como una amistad que como un romance. En una entrevista con la revista Now, Niall afirmó que: 

«Lo que realmente sucedió fue que siempre decía en mis entrevistas que ella me gustaba y ella decía que yo le gustaba [...] Nos pusimos en contacto por medio de Twitter y empezamos a chatear y nos hicimos amigos».

Niall es zurdo y se muestra como una persona tímida y nerviosa. Según él, sus mejores cualidades son su gran sonrisa, su generosidad y su honestidad. Es claustrofóbico y le tiene cierto miedo a las palomas. Su mujer ideal, según él, es la cantante Cheryl Cole. Ha declarado que es un gran admirador de las bandas de rock, como The Eagles, Bon Jovi, The Script y Coldplay.
Ha manifestado ser aficionado del golf y apoya muchas causas relacionadas con él. También es fan del rugby.
En abril de 2018, Horan manifestó haber sido diagnosticado con trastorno obsesivo-compulsivo (OCD) y ansiedad.
Horan se le relacionó sentimentalmente con la cantante y actriz Hailee Steinfeld en 2018.
Desde 2020 mantiene una relación con Mia Woolley.

## Discografía
| Como solista Álbumes de estudio - 2017: Flicker - 2020: Heartbreak Weather - 2023: The Show | Con One Direction Álbumes de estudio - 2011: Up All Night - 2012: Take Me Home - 2013: Midnight Memories - 2014: Four - 2015: Made in the A.M. |

## Premios y nominaciones
| Año  | Premiación                      | Categoría                                    | Nominado por         | Resultado | Ref.   |
| ---- | ------------------------------- | -------------------------------------------- | -------------------- | --------- | ------ |
| 2016 | BMI London Awards               | Reconocimiento a la composición              | "Night Changes"      | Ganador   | [ 76 ] |
| 2017 | People's Choice Awards          | Artista Revelación Favorito                  | Niall Horan          | Ganador   | [ 77 ] |
| 2017 | iHeartRadio Music Awards        | Mejor Solista Revelación                     | Niall Horan          | Nominado  | [ 78 ] |
| 2017 | Radio Disney Music Awards       | Mejor Artista Masculino                      | Niall Horan          | Ganador   | [ 79 ] |
| 2017 | MuchMusic Video Awards          | Artista Internacional Favorito               | Niall Horan          | Ganador   | [ 80 ] |
| 2017 | Teen Choice Awards              | Mejor Canción de un Artista Masculino        | "Slow Hands"         | Ganador   | [ 81 ] |
| 2017 | Teen Choice Awards              | Mejor Artista Masculino del Verano           | Niall Horan          | Nominado  | [ 81 ] |
| 2017 | Telehit Awards                  | Mejor Vídeo en Inglés                        | "Slow Hands"         | Ganador   | [ 82 ] |
| 2017 | BMI London Awards               | Reconocimiento a la composición              | "This Town"          | Ganador   | [ 83 ] |
| 2017 | American Music Awards           | Artista Nuevo del Año                        | Niall Horan          | Ganador   | [ 84 ] |
| 2018 | Global Awards                   | Mejor Canción                                | "Slow Hands"         | Nominado  | [ 85 ] |
| 2018 | Global Awards                   | Mejor Artista Masculino                      | Niall Horan          | Nominado  | [ 85 ] |
| 2018 | Global Awards                   | Mejor Artista Pop                            | Niall Horan          | Nominado  | [ 85 ] |
| 2018 | iHeartRadio Music Awards        | Mejor Artista Nuevo Pop                      | Niall Horan          | Ganador   | [ 86 ] |
| 2018 | iHeartRadio Music Awards        | Mejor Artista Nuevo                          | Niall Horan          | Nominado  | [ 86 ] |
| 2018 | iHeartRadio Music Awards        | Mejor Solista Revelación                     | Niall Horan          | Nominado  | [ 86 ] |
| 2018 | iHeartRadio Music Awards        | Mejor Letra                                  | "Slow Hands"         | Ganador   | [ 86 ] |
| 2018 | iHeartRadio Music Awards        | Best Cover Song                              | "Issues"             | Nominado  | [ 86 ] |
| 2018 | BMI Pop Awards                  | Reconocimiento a la composición              | "This Town"          | Ganador   | [ 87 ] |
| 2018 | BMI Pop Awards                  | Reconocimiento a la composición              | "Slow Hands"         |           | [ 87 ] |
| 2018 | SOCAN Awards                    | Reconocimiento a la composición              | Ganador              | [ 88 ]    |        |
| 2018 | Teen Choice Awards              | Mejor Artista Masculino                      | Niall Horan          | Nominado  | [ 89 ] |
| 2018 | Teen Choice Awards              | Mejor Artista Masculino del Verano           | Niall Horan          | Nominado  | [ 89 ] |
| 2018 | Teen Choice Awards              | Mejor Gira del Verano                        | Flicker World Tour   | Nominado  | [ 89 ] |
| 2018 | BMI London Awards               | Reconocimiento a la composición              | "Slow Hands"         | Ganador   | [ 90 ] |
| 2018 | Hollywood Music in Media Awards | Mejor Canción Original para un Filme Animado | "Finally Free"       | Nominado  | [ 91 ] |
| 2019 | iHeartRadio Music Awards        | Mejor Versión                                | "Crying in the Club" | Nominado  | [ 92 ] |
| 2019 | Teen Choice Awards              | Mejor Colaboración                           | "What a Time"        | Nominado  | [ 93 ] |
| 2019 | BMI London Awards               | Reconocimiento a la composición              | "On the Loose"       | Ganador   | [ 94 ] |
| 2019 | BMI London Awards               | Reconocimiento a la composición              | "Too Much to Ask"    | Ganador   | [ 94 ] |

## Giras musicales
- Flicker Sessions (2017)
- Flicker World Tour (2018)
- The Show: Live on Tour (2024)

Canceladas
- Nice To Meet Ya Tour